# Laure Blanc-Féraud
Laure Blanc-Féraud (27 de agosto de 1963) é uma matemática aplicada e pesquisadora de processamento digital de imagens francesa, especializada em imagens médicas tridimensionais. É investigadora sênior do Centre national de la recherche scientifique (CNRS), afiliado ao Laboratório de Computação, Sinais e Sistemas da Universidade Côte-d'Azur.

## Formação e carreira
Blanc-Féraud obteve um mestrado em 1986 na Université Paris-Dauphine e um doutorado em 1989 na Universidade de Nice-Sophia-Antipolis, a instituição predecessora da Universidade Côte d'Azur. Obteve a habilitação lá em 2000.
Depois de trabalhar na indústria de sonar de 1989 a 1990, tornou-se pesquisadora do CNRS em 1990.

## Reconhecimento
Blanc-Féraud tornou-se cavaleiro da Ordem Nacional do Mérito em 2011 e da Ordem Nacional da Legião de Honra em 2015.
Recebeu o Prêmio Michel-Monpetit da Académie des sciences em 2013. Foi nomeada catedrática do French national Artificial Intelligence Interdisciplinary Institute (3IA) em 2019.
Em 2022 foi nomeada fellow de Instituto de Engenheiros Eletricistas e Eletrônicos (IEEE) "por suas contribuições para problemas inversos no processamento de imagens".